# Giro d’Italia 1964
Der 47. Giro d’Italia wurde in 22 Abschnitten und 4111,4 Kilometern vom 16. Mai bis zum 7. Juni 1964 ausgetragen und vom Franzosen Jacques Anquetil gewonnen. Von den 130 gestarteten Fahrern erreichten 97 das Ziel in Mailand.

## Verlauf
| Etappe | von                      | nach                     | km         | Gewinner          | Maglia rosa      |
| ------ | ------------------------ | ------------------------ | ---------- | ----------------- | ---------------- |
| 1      | Bozen                    | Riva del Garda           | 173        | Vittorio Adorni   | Vittorio Adorni  |
| 2      | Riva del Garda           | Brescia                  | 146        | Michele Dancelli  | Michele Dancelli |
| 3      | Brescia                  | San Pellegrino Terme     | 193        | Franco Bitossi    | Enzo Moser       |
| 4      | San Pellegrino Terme     | Parma                    | 189        | Vito Taccone      | Enzo Moser       |
| 5      | Parma                    | Busseto                  | 50,4 (EZF) | Jacques Anquetil  | Jacques Anquetil |
| 6      | Parma                    | Verona                   | 100        | Mino Bariviera    | Jacques Anquetil |
| 7      | Verona                   | Lavarone                 | 168        | Angelino Soler    | Jacques Anquetil |
| 8      | Lavarone                 | Pedavena                 | 183        | Marcello Mugnaini | Jacques Anquetil |
| 9      | Feltre                   | Marina di Ravenna        | 260        | Pietro Zoppas     | Jacques Anquetil |
| 10     | Marina di Ravenna        | San Marino (SMR)         | 135        | Rolf Maurer       | Jacques Anquetil |
| 11     | Rimini                   | San Benedetto del Tronto | 185        | Raffaele Marcoli  | Jacques Anquetil |
| 12     | San Benedetto del Tronto | Roccaraso                | 257        | Walter Boucquet   | Jacques Anquetil |
| 13     | Roccaraso                | Caserta                  | 188        | Giorgio Zancanaro | Jacques Anquetil |
| 14     | Caserta                  | Castel Gandolfo          | 210        | Vittorio Adorni   | Jacques Anquetil |
| 15     | Rom                      | Montepulciano            | 214        | Nino Defilippis   | Jacques Anquetil |
| 16     | Montepulciano            | Livorno                  | 199        | Franco Bitossi    | Jacques Anquetil |
| 17     | Livorno                  | Santa Margherita Ligure  | 210        | Franco Bitossi    | Jacques Anquetil |
| 18     | Santa Margherita Ligure  | Alessandria              | 204        | Bruno Mealli      | Jacques Anquetil |
| 19     | Alessandria              | Cuneo                    | 205        | Cees Lute         | Jacques Anquetil |
| 20     | Cuneo                    | Pinerolo                 | 254        | Franco Bitossi    | Jacques Anquetil |
| 21     | Turin                    | Biella                   | 200        | Gianni Motta      | Jacques Anquetil |
| 22     | Biella                   | Mailand                  | 146        | Willi Altig       | Jacques Anquetil |

## Endstände
| Sieger      | Jacques Anquetil        | 115:10:27 h |
| Zweiter     | Italo Zilioli           | + 1:22 min  |
| Dritter     | Guido De Rosso          | + 1:31 min  |
| Vierter     | Vittorio Adorni         | + 2:22 min  |
| Fünfter     | Gianni Motta            | + 2:38 min  |
| Sechster    | Marino Fontana          | + 3:30 min  |
| Siebter     | Marcello Mugnaini       | + 5:05 min  |
| Achter      | Franco Balmamion        | + 6:00 min  |
| Neunter     | Rolf Maurer             | + 7:47 min  |
| Zehnter     | Franco Bitossi          | + 9:20 min  |
| Bergwertung | Franco Bitossi          |             |
| Zweiter     | Antonio Gómez del Moral |             |
| Dritter     | Franco Balmamion        |             |
| Teamwertung | Saint-Raphael-Gitane    |             |